# Manny Pacquiao
Pacquiao hay Emmanuel Dapidran Pacquiao (sinh ngày 17 tháng 12 năm 1978), còn được gọi là Manny Pacquiao hay Pacman là một võ sĩ quyền Anh chuyên nghiệp hạng bán trung, đồng thời còn là một chính trị gia của Philippines. Anh còn là một nhà vô địch quyền anh từng tám lần vô địch quyền anh thế giới và là võ sĩ đầu tiên trong lịch sử đoạt tám chức vô địch thế giới ở bảy hạng cân khác nhau.

## Sự nghiệp vinh quang
Pacquiao trở thành người nổi tiếng sau hai trận thắng vang dội trước hai đối thủ tên tuổi trên thế giới là Osca de la Hoya và hạ đo ván Ricky Halton ở hiệp thứ bảy để giành đai ở hạng nhẹ, sau đó tiếp tục quật ngã Miguel Cotto để vô địch hạng bán trung vào năm 2009.
Mạng thông tin mạnh nhất và phong phú nhất thế giới "YAHOO" đã tiến hành cuộc khảo sát và bình chọn võ sĩ quyền Anh hay nhất thế giới 2009, và Pacquiao đã được bình chọn là võ sĩ của năm.
Trong năm 2010, anh đã tiếp tục thắng Joshua Clottey bằng tính điểm sau 12 hiệp đấu để bảo vệ chức vô địch của Tổ chức quyền Anh thế giới (WBO) hạng bán trung (từ 61 đến 66,6 kg).
Trong suốt sự nghiệp thi đấu của mình, Pacquiao tới giờ đã có 56 lần thượng đài và chỉ thua đúng 3 trận, hòa 2. Trong 51 trận thắng của anh, có tới 38 lần hạ knock-out đối thủ. Hiệp hội các cây bút quyền Anh Mỹ bình chọn anh là võ sĩ của thập kỷ. Đây là một sự ghi nhận xứng đáng với Pacquiao trong một năm mà anh đã xác lập kỷ lục giành đai vô địch thế giới ở 7 hạng cân khác nhau.
Năm 2000, anh kết hôn với Jinkee Jamora khi hai người gặp nhau tại một công ty mỹ phẩm trong khu trung tâm thương mại ở Manila, vợ chồng Manny Pacquiao có với nhau ba con trai và hai con gái.

## Tài năng khác
Bên cạnh là một võ sĩ quyền Anh, Pacquiao đã tham gia đóng phim, ghi âm âm nhạc, và chính trị. Danh tiếng trên võ đài là một cơ sở quan trọng để Pacquiao tiến thân vào nghiệp chính trị. Phát biểu tại Quốc hội Philippines, anh đề ra hai mục tiêu: đẩy mạnh phát triển thể thao Philippines và nâng cao đời sống người nghèo tại tỉnh Sarangani, nơi anh là đại biểu.
Đặc biệt, trong chương trình giao lưu với khán giả mang tên "Jimmy Kimmel live" trên kênh truyền hình ABC, anh đã hát ca khúc mang tên "Không gì có thể thay đổi tình yêu của anh dành cho em" được viết bởi nhà soạn nhạc nổi tiếng người Mỹ George Benson.
Ngày 30 tháng 6 năm 2016, Manny Pacquiao chính thức trở thành thượng nghị sĩ Philippines.
Vào tháng 9 năm 2021, Manny Pacquiao tuyên bố ứng cử tổng thống năm 2022.

## Đánh giá
- Burt Sugar, nhà nghiên cứu lịch sử quyền Anh thế giới cho biết[2]:

| “ | Pacquiao là võ sĩ châu Á hay nhất trong lịch sử quyền Anh của châu lục này. Anh ta còn là võ sĩ có cú đấm tay trái hiệu quả nhất. Pacquiao có lối tấn công không ngừng nghỉ. Anh có thể ra đòn liên tiếp trong 1 phút, điều mà trước anh chỉ có huyền thoại Henry Armstrong làm được. | ” |

- Bob Arum, từng là ông bầu của Mike Tyson, hai anh em nhà Klitschko cũng như Lenox Lewis nói về Pacquiao như sau[2]:

| “ | Pacquiao là võ sĩ có lối đánh kỳ lạ và hấp dẫn nhất trong suốt 45 năm lăn lộn trong làng quyền Anh thế giới mà tôi gặp. | ” |